# 야마모토 고테쓰
야마모토 고테쓰(山本 コテツ, 1959년 ~ )는 일본의 공간 프로듀서, 디자이너이다. 코드 플래닝&디자인 컨설턴트 그룹 대표.

## 생애
도쿄도 출신이다. 릿쿄대학교 경제학부 재학 중 잡지 뽀빠이(POPEYE) 스탭으로 참여했다. 이후 이 잡지의 10년간 편집자로 활동하면서 해외 취재를 했다. 1987년 트리아라는 고급 디스코클럽을 설계한 것을 시작으로 1988년에는 도쿄 아리아케 해변의 창고를 'MZA 아리아케'라는 공연장으로 재탄생시켰다. MC 해머가 라이브공연을 하는가 하면 폴 매카트니가 기자회견을 열기도 했다. 마루노우치를 패션 거리로 만드는 데에도 관여했다. 음식점, 디스코클럽, 미술관 등을 잇달아 변신시키며 공간 프로듀서로 불렸다. 2013년 경기도 안산시의 시화호 반달섬 프로젝트에 관여했다.